# Strangeways, here we come
Strangeways, here we come is het vierde en laatste studioalbum van de Britse alternatieve rockgroep The Smiths. Het album werd op 28 september 1987 uitgebracht door Rough Trade Records.

## Achtergrond
De titel van het album verwijst naar de gevangenis HM Prison Manchester, in de volksmond Strangeways genoemd. Voor gitarist Johnny Marr betekende het album een afscheid van de janglepop van de voorgaande albums. De pianopingels aan het einde van het nummer Death of a disco dancer zijn de enige instrumentale bijdragen van zanger Morrissey aan het oeuvre van de groep.
Vlak voor de uitgave van Strangeways, here we come stapte Marr uit The Smiths en viel de groep uit elkaar. Volgens zowel Marr als Morrissey is het album het magnum opus van The Smiths.

## Nummers
Alle muziek en teksten zijn geschreven door Morrissey en Johnny Marr. 
| 1.                 | A rush and a push and the land is ours            | 3:00 |
| 2.                 | I started something I couldn't finish             | 3:47 |
| 3.                 | Death of a disco dancer                           | 5:26 |
| 4.                 | Girlfriend in a coma                              | 2:03 |
| 5.                 | Stop me if you think you've heard this one before | 3:32 |
| 6.                 | Last night I dreamt that somebody loved me        | 5:03 |
| 7.                 | Unhappy birthday                                  | 2:46 |
| 8.                 | Paint a vulgar picture                            | 5:35 |
| 9.                 | Death at one's elbow                              | 2:01 |
| 10.                | I won't share you                                 | 2:48 |
| Totale duur: 36:37 |                                                   |      |

## Bezetting
- Morrissey – zang, piano (Death of a disco dancer), productie
- Johnny Marr – gitaar, keyboard, harmonica, autoharp (I won't share you), gesynthetiseerde strijk- en saxofoonarangementen (gecrediteerd als Orchestrazia Ardwick), achtergrondzang (Death at one's elbow), productie
- Andy Rourke – basgitaar
- Mike Joyce – drumstel, percussie
- Stephen Street – productie, drummachineprogrammering (I started something I couldn't finish, Paint a vulgar picture, Death at one's elbow) en gesynthetiseerde strijkarrangementen (Girlfriend in a coma)
- Steve Williams - assistent-geluidstechnicus